# Kataisk
Kataisk - Катайск (rus) - és una ciutat de l'óblast de Kurgan, a Rússia. Es troba prop de la frontera amb l'óblast de Sverdlovsk, al vessant est dels Urals, a la vora del riu Isset. Es troba a 214 km al nord-oest de Kurgan, la capital de la província.